# Duracell
 (avril 2013).
Si vous disposez d'ouvrages ou d'articles de référence ou si vous connaissez des sites web de qualité traitant du thème abordé ici, merci de compléter l'article en donnant les références utiles à sa vérifiabilité et en les liant à la section « Notes et références ».
Duracell est une marque américaine de piles électriques créée en 1964, et de lampes de poche, appartenant depuis novembre 2014 à la société d'investissement Berkshire Hathaway de Warren Buffett.

## Histoire
L'origine de la marque et de la société remonte à Philip Mallory, originaire de Brooklyn, fondateur à Port Chester, en 1916, de la société P. R. Mallory and Co Inc. Au départ, l'entreprise produit des filaments de tungstène destinés aux lampe à incandescence et des électrodes pour soudage par résistance électrique. En 1924, l'activité augmente, Mallory fait construire à Indianapolis une importante usine, sur Washington Street. La production de piles électrique type zinc-charbon est stoppée en 1924 du fait d'un conflit avec la General Electric. Pour se diversifier, Mallory recrute Samuel Ruben pour produire des condensateurs électrolytiques de plus petite taille et moins onéreux. Elle rachète la société Elkon Works, puis dans les années 1930, du fait de la Grande Dépression, freine les acquisitions.
En 1942, une commande du Corps des transmissions de l'armée des États-Unis permet de lancer la première pile au mercure, inventée par Samuel Ruben. Après guerre, P. R. Mallory and Co possède de nombreuses filiales en Amérique et se développe en Europe (The Mallory Battery Ltd). En 1959, est fondée la holding P. R. Mallory International, qui rassemble 10 filiales, huit aux Etats-Unis, une en Europe et une au Japon.
Dans les années 1950, Samuel Ruben perfectionne les performances de la pile alcaline au manganèse, en la rendant plus compacte, en prolongeant sa durée de vie. À la même époque, Eastman Kodak présentait des appareils photos avec flashs incorporés qui nécessitaient des puissances supérieures à celles fournies par les piles zinc-charbon. Ces appareils photos nécessitaient l’utilisation de piles alcalines au manganèse, mais de dimensions différentes de type AAA.
En 1964, la marque Duracell est lancée et cible le marché grand public : l'ensemble des produits de type pile du groupe Mallory vont progressivement être renommé sous cette nouvelle marque. En 1978, la société passe sous le contrôle de Black & Decker, puis en 1997, de The Gillette Company pour la somme de 7 milliards de dollars. En 2007, Gillette passe sous le contrôle de Procter & Gamble.
En 2014, la société est rachetée par le fonds d'investissement Berkshire Hathaway.
Duracell est le premier fabricant mondial de piles. Elle commercialise aussi des piles lithium primaires (usage principal photo, électronique), des piles zinc-air (usage aides auditifs) et à l’oxyde d’argent (usage montre). La société compte 10 usines de piles dans le monde. Le siège social se trouve à Bethel, Connecticut, aux États-Unis. Duracell commercialise ses batteries dans le monde entier, principalement sous la marque déposée Duracell.
En 2004, les ventes nettes de Duracell s’élevaient à 2,232 milliards de dollars.

## Produits

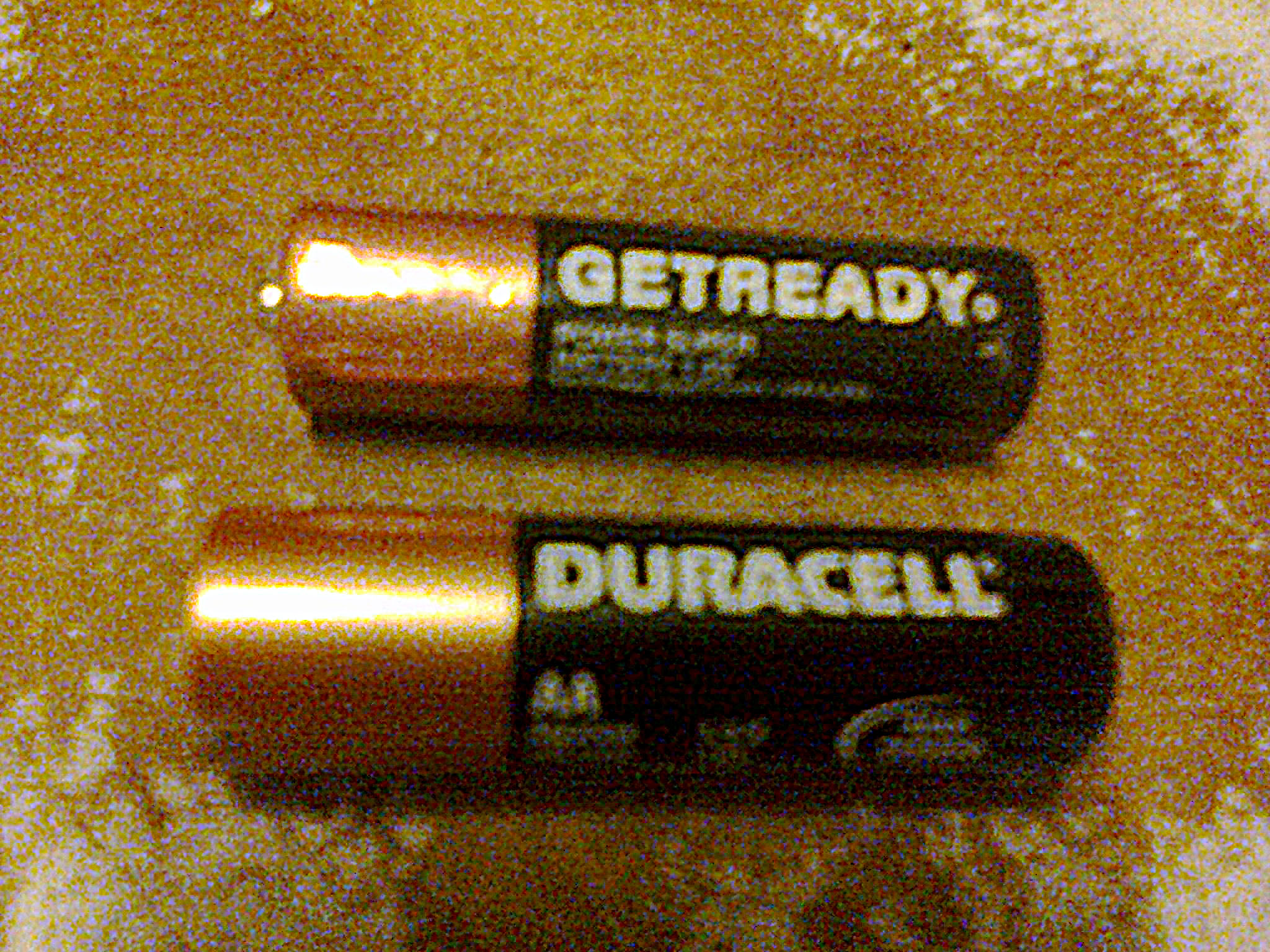
Le design des piles Duracell (pile noire, nom de la marque imprimée en blanc et embout cuivré) est mondialement connu et est l'objet de contrefaçons fréquentes (en haut la contrefaçon, en bas l'original)

Duracell fabrique des piles alcalines de différentes tailles, comme LR03 (AAA), LR06 (AA), LR14 (C), LR20 (D), et la pile 9 volts 6F22. Des tailles plus exotiques comme AAAA et J (pour des appareils médicaux) sont également fabriquées, ainsi qu'une gamme de piles bouton utilisant un mélange Zinc-air, utilisées dans les calculatrices, aides auditives et d'autres appareils, principalement médicaux.
Duracell produit également des batteries spécialisées, comme des accumulateurs NiMH rechargeables  et des piles pour appareil photos, montres, aides auditives, etc. Leurs deux marques principales de piles sont « Coppertop », durant plus longtemps, et « Ultra », visant principalement des utilisateurs d'appareils numériques nécessitant plus de puissance. Les gammes Coppertop et Ultra utilisent un mélange de dioxyde d'alcaline-manganèse. Duracell a également une ligne de piles au lithium, désormais fabriquées en dehors des États-Unis.
Durant ces dernières années, les innovations de Duracell se sont étendues pour inclure de nouveaux types de piles avec leurs piles prismatiques. Ces accumulateurs prismatiques étaient de géométrie différente des piles traditionnelles : elles étaient en forme de prisme (d'où le nom) au lieu d'une forme cylindrique. Ces piles étaient soit alcalines, soit au lithium. En 2006, Duracell a présenté des piles « Power Pix » contenant un mélange « metal hydroxy », ayant pour but de fournir plus d'énergie, et par conséquent fonctionnant plus longtemps que des piles alcalines dans des appareils comme des appareils photo numériques ou d'autres appareils consommant beaucoup d'énergie.
Plus récemment Duracell a relancé ses gammes de lampes de poche en mettant sur le marché la gamme Duracell Daylite proposant des lampes à LED de haute qualité qui offrent une qualité de lumière blanche, intense, sans tache noire permettant aux utilisateurs de bénéficier d'un éclairage plus proche de la lumière du jour. Duracell est également présent sur le segment des batteries d'appoint pour appareils mobiles et a lancé aux États-Unis une solution de recharge sans connexion câble sous le nom de MyGrid. En 2022,Duracell Optimum était créé.

## Production
Les piles Duracell sont produites dans des usines aux États-Unis (Cleveland, LaGrange, Lexington et Waterbury), au Canada (Mississauga), en Belgique (Aarschot) et au Mexique (Mexico).
En 2006, Duracell annonce la fermeture de l'usine de Wrexham au Royaume-Uni en 2007.
En 2019, l'entreprise ferme son usine de Lancaster aux États-Unis et transfère la production sur le site industriel de LaGrange.

## Mascotte
En 1973, aux États-Unis apparaît pour la première fois le lapin rose jouant du tambour. Il est repris en France en 1978 durant la période de Noël. Cette mascotte devient l'emblème de la marque et adopte une attitude sportive à partir de 1989. L'idée du lapin fut reprise par son concurrent Energizer la même année, il est connu sous le nom de Energizer Bunny (en)  aux États-Unis et au Canada, mais n’apparaît pas en Europe car remplacé par la pile Mr Energizer.